# Бондуа Овест (Венеција)
Бондуа Овест (итал. Bonduà Ovest) је насеље у Италији у округу Венеција, региону Венето.
Према процени из 2011. у насељу је живело 39 становника. Насеље се налази на надморској висини од 3 м.